# Seison africanus
Seison africanus är en hjuldjursart som beskrevs av Sørensen, Segers och Peter Funch 2005. Seison africanus ingår i släktet Seison och familjen Seisonidae. Inga underarter finns listade i Catalogue of Life.